# Euphorbia regis-jubae
Euphorbia regis-jubae J.Gay, conocida en castellano como tabaiba salvaje o amarga y como tabaiba mora, es una especie de arbusto suculento perteneciente a la familia Euphorbiaceae. Es originaria de la Macaronesia y su enclave africano.
Es componente principal, junto a Euphorbia canariensis, de la comunidad vegetal denominada tabaibal-cardonal.

## Descripción

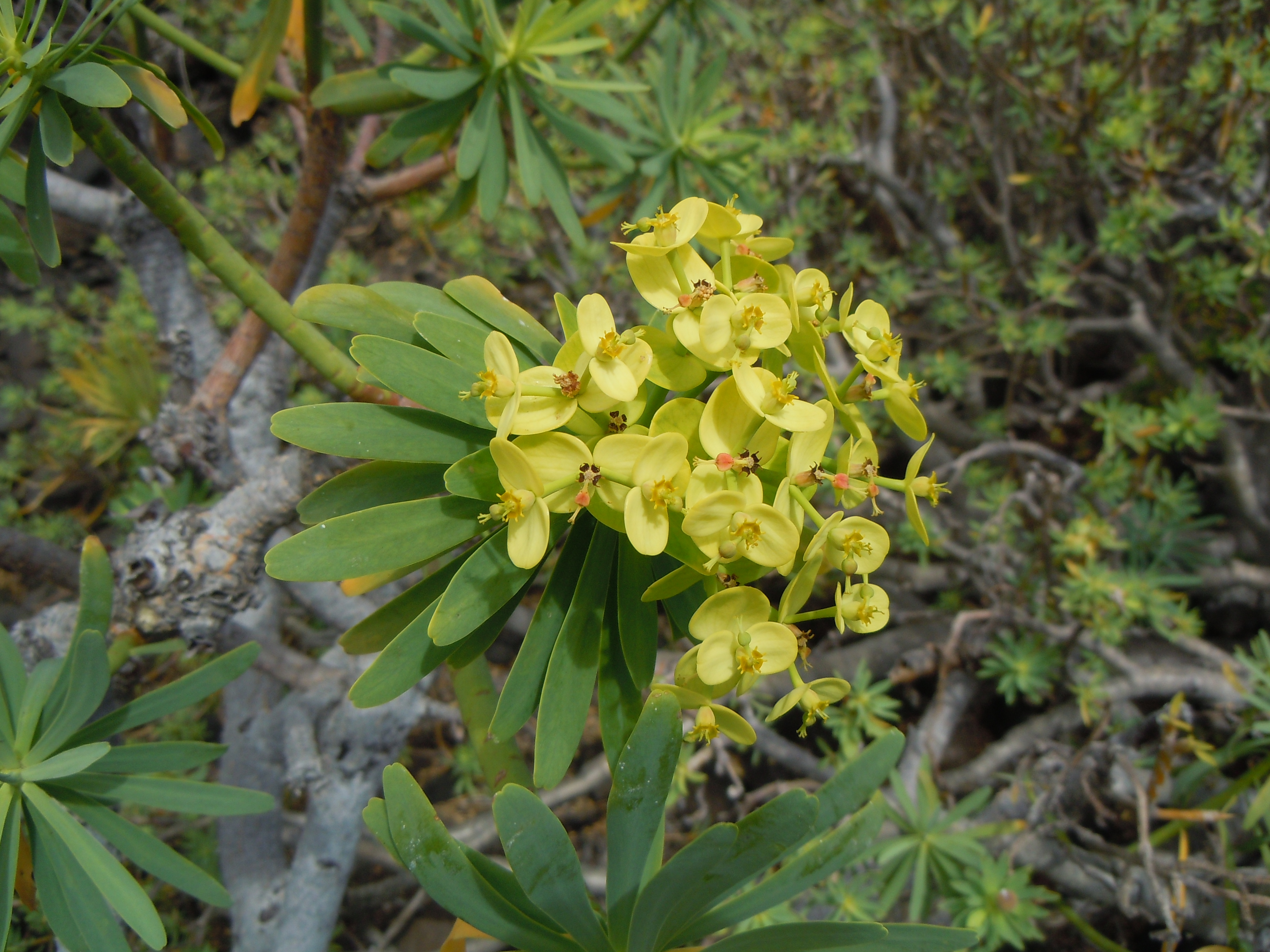
Detalle de la inflorescencia.

Arbusto que puede sobrepasar los 2 m de altura con tallos y ramas suculentas sin espinas. Se diferencia de otras especies por sus inflorescencias pedunculadas, umbeliformes y normalmente compuestas que presentan un color amarillo-verdoso y porque las brácteas florales se caen antes de que madure el fruto.
Al igual que otras euforbias, posee un látex blanco y pegajoso, muy irritante, que se conoce en las islas como leche de tabaiba.
Florece de diciembre hasta mayo.

## Distribución y hábitat
Se trata de una especie distribuida por el enclave macaronésico africano ―suroeste de Marruecos y Sáhara Occidental― y las islas e islotes de Gran Canaria, Fuerteventura, Lanzarote, Lobos, La Graciosa, Alegranza y Montaña Clara ―Canarias, España―.
En Canarias se desarrolla en barrancos, laderas y terrazas con abundante insolación en las zonas bajas y medias entre los 300 y 1200 metros de altitud.
Hibridación
La especie hibrida de forma natural en Gran Canaria con E. aphylla, dando como resultado el nototaxón Euphorbia x marreroi Molero & Rovira.

## Taxonomía
E. regis-jubae se incluye en la subsección Pachydadae Boiss. de la sección Tithymalus (Scop.) Boiss.
Fue descrita por Jacques Etienne Gay en nombre de Philip Barker Webb y Sabin Berthelot, y publicada en Histoire Naturelle des Iles Canaries en 1847.
E. regis-jubae se ha identificado erróneamente con regularidad. El nombre ilegítimo Euphorbia obtusifolia Poir. se ha utilizado indistintamente para dos especies que se encuentran en Canarias: la E. regis-jubae oriental y la E. lamarckii occidental. En 2003, David Bramwell enumeró siete publicaciones de 1847 a 1993 que dieron nombres incorrectos o distribuciones incorrectas para estas dos especies.
Etimología
- Euphorbia: nombre genérico que deriva de Euphorbus, médico griego del rey Juba II.
- regis-jubae: epíteto dedicado al rey Juba II.

Sinonimia
Presenta los siguientes sinónimos:
- Euphorbia lamarckii f. latibracteata (G.Kunkel) Oudejans
- Euphorbia lamarckii subsp. regis-jubae (J.Gay) Oudejans
- Euphorbia lamarckii var. pseudodendroides (H.Lindb.) Oudejans
- Euphorbia mauritanica Webb ex J.Gay
- Euphorbia obtusifolia f. latibracteata G.Kunkel
- Euphorbia obtusifolia subsp. regis-jubae (J.Gay) Maire
- Euphorbia obtusifolia var. pseudodendroides (H.Lindb.) Maire
- Euphorbia pseudodendroides H.Lindb.
- Euphorbia virgata subsp. regis-jubae (J.Gay) Soldano
- Tithymalus regis-jubae (J.Gay) Klotzsch & Garcke

## Importancia económica y cultural
Ha sido utilizada tradicionalmente en las islas Canarias como planta medicinal, realizándose cataplasmas con su látex que, aunque tóxico, también presenta efectos analgésicos. Asimismo, el látex era utilizado desde época aborigen en varias islas para envarbascar, método de pesca que consistía en atrapar peces en charcos y aturdirlos vertiendo el látex en el agua con lo que eran más fáciles de capturar.
Según el botánico Emilio Guinea, su látex era utilizado en el continente africano para curar a los camellos de diversas dolencias.
En las islas orientales ―Fuerteventura y Lanzarote― fue además utilizada como leña.
E. regis-jubae posee también uso como planta ornamental en parques y jardines por su vistoso porte y floración, requiriendo para su cultivo pocos cuidados, aunque necesita calor y buen drenaje. Puede soportar heladas de hasta los -6 °C.

## Estado de conservación
La especie se encuentra incluida en el apéndice II de la Convención sobre el Comercio Internacional de Especies Amenazadas de Fauna y Flora Silvestres.

## Nombres comunes
Se conoce en las islas Canarias generalmente como tabaiba salvaje o amarga, y en Gran Canaria también como tabaiba mora.
El término tabaiba es un guanchismo, un nombre de procedencia aborigen canario que sobrevive en el español de Canarias, siendo el genérico que se da en las islas a las especies de porte arbustivo ramificado del género Euphorbia.
Los apelativos de salvaje y amarga hacen referencia a la toxicidad de su látex en contraposición al de la tabaiba dulce. Por su parte, el de mora alude a la coloración oscura de sus tallos, también en contraposición a la tabaiba dulce, cuyos tallos son más claros. Proviene del canarismo «moro» que define a ciertos animales de color negro, aplicado a las plantas por extensión semántica.
En el continente africano es conocida en árabe como afdir o afdira.